# Niemiecka Partia Ludowa
Niemiecka Partia Ludowa (Deutsche Volkspartei, DVP) – narodowo-liberalna partia niemiecka z okresu Republiki Weimarskiej, istniejąca w latach 1918–1933.
Partia została założona w grudniu 1918 r. przez Gustava Stresemanna, jednego z najważniejszych członków świeżo rozwiązanej wówczas Narodowoliberalnej Partii. DVP powstała jako reprezentantka interesów wielkiego przemysłu, a przede wszystkim przemysłu ciężkiego, bogatej burżuazji i wyższych warstw urzędniczych. Aż do lat trzydziestych partia była silnie związana z organizacjami przemysłowców, właścicieli wielkich spółek handlowych oraz banków. Słabo reprezentowani w partii byli przedstawiciele „starych” miejskich i wiejskich elit oraz urzędników i pracowników umysłowych, stanowiących pomimo słabej reprezentacji duży odsetek wyborców. Wyraźnie widoczna była także przewaga protestantów nad katolikami w elektoracie Niemieckiej Partii Ludowej. Program partii kładł nacisk na ekonomię oraz kwestie traktatu wersalskiego. Partia deklarowała wrogość wobec marksizmu (ściśle mówiąc: wobec komunistów oraz socjaldemokratów), aczkolwiek nie przeszkodziło to w zawarciu wielu koalicji z socjaldemokratami w latach 20. W pierwszych latach istnienia Republiki Weimarskiej DVP była wyraźnie wroga demokracji i odrzucała konstytucję weimarską, aczkolwiek po 1920 r. nastąpiło szybkie oficjalne zaakceptowanie demokracji, określane przez ówczesnych jako Vernunftsrepublikanismus, czyli republikanizm z rozsądku.
Niemiecka Partia Ludowa w pierwszych powojennych wyborach do Reichstagu w 1920 r. uzyskała ponad 13,9% głosów. Ten wynik był porównywalny z największym zwycięstwem Narodowych Liberałów z 1912 r. DVP w następnych wyborach uzyskiwała około 9–10% głosów. Niemiecka Partia Ludowa przed 1923 r. była częścią prawicowej koalicji z katolicką partią Centrum i skrajnie prawicową Niemiecką Narodową Partią Ludową (DNVP) w ramach rządów Konstantina Fehrenbacha (1920-1921) oraz koalicji z Centrum, liberałami z Niemieckiej Partii Demokratycznej (DDP) pod rządami Wilhelma Cuno (1922-1923). Po upadku rządu Stresemanna (rządu koalicji DVP, Zentrum i SPD), Niemiecka Partia Ludowa wchodziła w skład koalicji mieszczańskiej (DVP, Zentrum, DDP) wspierającej mniejszościowe rządy Wilhelma Marxa w 1923 i 1924 r. oraz rząd Hansa Luthera w 1926 r., popierany przez DVP oraz Zentrum, Bawarską Partię Ludową i DDP. Także trzeci rząd Wilhelma Marxa sformowany w styczniu 1927 r. był popierany przez DVP. Koalicyjny rząd DNVP, DDP, DVP i Centrum upadł niewiele ponad rok później w wyniku kryzysu w łonie koalicji o projekt ustawy o równouprawnieniu szkół koedukacyjnych i wyznaniowych oraz o zwiększeniu roli Kościołów na naukę religii w szkołach. Wniosek wysunięty przez parlamentarzystów partii Centrum i wsparty przez DNVP oraz BVP spotkał się z oporem DVP, do których dołączyli liberałowie z DDP. Niemiecka Partia Ludowa wsparła też rząd Wielkiej Koalicji (SPD, DVP, DDP i Centrum) socjaldemokraty Hermanna Müllera w 1928 r.
Do stworzenia partii i umocnienia się jej pozycji w polityce Republiki Weimarskiej przyczynił się najbardziej Gustav Stresemann, lider partii od początku jej istnienia aż do śmierci w 1929 roku, kanclerz Niemiec w 1923 roku (jego rząd został obalony po 100 dniach) oraz minister spraw zagranicznych od 1923 roku, także do swojej śmierci. Jako jeden z niewielu polityków niemieckich tamtego okresu cieszył się szacunkiem na arenie międzynarodowej oraz doprowadził do tymczasowego odprężenia w stosunkach francusko-niemieckich i brytyjsko-niemieckich. Politycznie balansował pomiędzy centroprawicą a centrolewicą jako reprezentant frakcji „młodych”. Po śmierci Stresemanna DVP zmieniła kurs na prawą stronę sceny politycznej, ze względu na zwycięstwo frakcji powiązanej z przemysłem ciężkim. Bezkompromisowe stanowisko DVP w kwestii cięć socjalnych doprowadziło do kryzysu wewnątrz Wielkiej Koalicji i upadku rządu Hermanna Müllera 27 marca 1930 r. Podczas wyborów parlamentarnych we wrześniu 1930 roku DVP znalazła się pośród głównych przegranych. Porażka wyborcza kosztowała partię utratę 15 spośród 45 mandatów w Reichstagu. Odpowiedzią na spadek popularności partii miał być dalszy skręt na prawo, w celu zapobieżenia utraty wyborców na rzecz narodowych socjalistów. Te zmiany nie zapobiegły jednak dalszemu upadkowi partii. W 1932 r. DVP uzyskiwała przeważnie tylko 1–2% głosów wyborców, co przekładało się na kilka miejsc w parlamencie. Posłowie Niemieckiej Partii Ludowej, podobnie jak inni posłowie ugrupowań prawicowych, głosowali za pełnomocnictwami dla rządu Hitlera, będącymi faktycznym początkiem totalitarnej władzy NSDAP. DVP, podobnie jak inne partie prawicy (Centrum, DNVP) została zmuszona do samorozwiązania się 27 marca 1933 r.
Byli działacze DVP współtworzyli po II wojnie światowej Wolną Partię Demokratyczną oraz Unię Chrześcijańsko-Demokratyczną.

## Wyniki wyborcze
- 19 stycznia 1919 (Zgromadzenie Narodowe): 4,4% – 19 mandatów
- 6 czerwca 1920: 13,9% – 62 mandaty
- 4 maja 1924: 9,2% – 45 mandatów
- 7 grudnia 1924: 10,1% – 51 mandatów
- 20 maja 1928: 8,7% – 45 mandatów
- 14 września 1930: 4,7% – 30 mandatów
- 31 lipca 1932: 1,2% – 7 mandatów
- 6 listopada 1932: 1,9% – 11 mandatów
- 5 marca 1933: 1,1% – 2 mandaty

## Przywódcy
- Gustav Stresemann – 1918-1929
- Ernst Scholz – 1929-1930
- Eduard Dingeldey – 1930-1933